# Andromède XXVII
Andromède XXVII est une galaxie naine du Groupe local.